# Encare
Encare was sinds 2006 de nieuwe naam van de dienstengroep DWZ, met het hoofdkantoor in Hasselt (Limburg, België).
Het fuseerde in 2009 met Mensura en heeft nu zijn hoofdzetel in Brussel (België). 

## Situering
Begin jaren twintig werd een vzw opgericht die zich zou belasten met de uitbetaling van de kinderbijslag voor de mijnwerkers. Eind jaren zestig ontstond de wettelijke verplichting om arbeidsgeneeskundig toezicht te organiseren. Onder leiding van Cyriel Vanden Dries werd hiervoor een nieuwe vzw opgericht, Gedilo. Het bedrijf groeide mettertijd uit tot de bedrijvengroep DWZ met specialismen in preventie, absenteïsme, ICT, arbozorg en kinderbijslag.
In 2006 veranderden de namen van alle deelbedrijven onder het bestuur van Louis Kemps. De bedrijvengroep heet nu Encare.
De bedrijvengroep levert op heden diensten aan 22.000 bedrijven in België en Nederland.
In november 2007 besluiten Encare en Mensura om nauwer te gaan samenwerken. Die groep luistert vanaf juli 2009 naar de naam Mensura.

## Structuur

### Encare Prevent
Voorheen Gedilo-I.K., een fusie van de arbeidsgeneeskundige diensten Gedilo en Inter Kempen. Dit is een Externe Dienst voor Preventie en Bescherming op het Werk in België. Zij zorgt voor de periodieke medische onderzoeken van onderworpen werknemers, en zorgt op het gebied van risicobeheersing voor de domeinen ergonomie, psychosociale belasting, bedrijfsgezondheidszorg, hygiëne & toxicologie, arbeidsveiligheid en milieu.
Encare Prevent behoort sinds 2009 tot Mensura EDPB en heeft zijn hoofdzetel in Brussel.
Er zijn vestigingen in de provincies: Limburg, Antwerpen, Vlaams-Brabant, Oost-Vlaanderen en West-Vlaanderen.

### Encare Absenteïsme
Voorheen Gecoli-CCM, een fusie van de controlediensten Gecoli en CCM. Zij verzorgt de controle en analyse van absenteïsme.
Encare Absenteïsme valt sinds 2009 onder Mensura Absenteïsme, dat in 2016 werd omgedoopt tot Certimed.

### Encare Consult
Voorheen DWZ (Dienstencentrum voor Werkgevers en Zelfstandigen). De coördinerende dienst van de bedrijvengroep.
Maakt sinds 2009 deel uit van Mensura Consult.

### Encare Kinderbijslagfonds
Voorheen KBL. Zij keren de bedragen van kinderbijslag en kraamgeld uit.
Behoort sinds 2009 tot Mensura Kinderbijslag, dat vanaf november 2017 onder de naam Future Generations (ook in Franstalig België) verder gaat.
Adhesia · Attentia · CLB EDPB  · Certimed · CESI · Corporate Prevention Services (CPS) · IDEWE · Mediwet · Mensura · Premed · Provikmo · Securex · SPMT-ARISTA